# Vicariato Apostólico de Puyo
O Vicariato Apostólico de Puyo (em latim: Apostolicus Vicariatus Puyoënsis) é um vicariato apostólico (circunscrição missionária pré-diocesana) da Igreja Católica Romana. Possui uma sé catedral, a Catedral de Nossa Senhora do Rosário, localizada na cidade de Puyo, capital da Província de Pastaza, na floresta amazônica do Equador.

## História
Em 4 de outubro de 1886, o Papa Leão XIII instituiu a Prefeitura Apostólica de Canelos y Macas a partir do Vicariato Apostólico de Napo. Seu nome foi mudado para Prefeitura Apostólica de Canelos pelo Papa Pio XI em 19 de fevereiro de 1930.
A prefeitura foi elevada à categoria de Vicariato Apostólico de Canelos pelo Papa Paulo VI em 29 de setembro de 1964. Seu nome foi alterado para Vicariato Apostólico de Puyo em 18 de maio de 1976.
Ele permanece isento, ou seja, diretamente sujeito à Santa Sé, não faz parte de qualquer província eclesiástica.

## Ordinários Titulares
Prefeitos apostólicos de Canelos (y Macas) (todos dominicanos)
("y Macas" caiu em 19 de fevereiro de 1930)
- Enrique Ezequiel Vacas Galindo, OP † (1898 - 1909)
- Alvaro Valladares, OP † (29 de julho de 1909 - 17 de março de 1926)
- Agostino M. León, OP † (17 de março de 1926 - junho de 1936)
- Giacinto Maria D'Avila, OP † (16 de setembro de 1936 - 1948)
- Sebastião Acosta Hurtado, OP † (12 de novembro de 1948 - 1958)
- Alberto Zambrano Palacios, OP † (24 de janeiro de 1959 - 29 de setembro de 1964); Veja abaixo

Vigários apostólicos de Canelos / Puyo
(mudança de "Canelos" para "Puyo" 18 de maio de 1976)
- Alberto Zambrano Palacios, OP † (29 set. 1964 - 11 dez. 1972), nomeado bispo de Loja ; Veja acima
- Tomás Angel Romero Gross, OP † (5 de julho de 1973 - 28 de fevereiro de 1990)
- Frumencio Escudero Arenas (6 de outubro de 1992 - 25 de julho de 1998)
- Rafael Cob García (28 de novembro de 1998 - presente)